# The Naughty Boys and the Curate
The Naughty Boys and the Curate è un cortometraggio muto del 1905. Il nome del regista non viene riportato nei credit del film.

## Produzione
Il film fu prodotto dalla Hepworth.

## Distribuzione
Distribuito dalla Hepworth, il film - un breve cortometraggio di 15,2 metri - uscì nelle sale cinematografiche britanniche nel 1905.